# Dontreix
Dontreix är en kommun i departementet Creuse i regionen Nouvelle-Aquitaine i de centrala delarna av Frankrike. Kommunen ligger i kantonen Auzances som tillhör arrondissementet Aubusson. År 2022 hade Dontreix 405 invånare.

## Befolkningsutveckling
Antalet invånare i kommunen Dontreix
Referens:INSEE